# Keith Kellogg
Joseph Keith Kellogg Jr. (* 12. května 1944 Dayton, USA) je americký diplomat a generálporučík ve výslužbě. Dříve působil jako poradce pro národní bezpečnost viceprezidenta Mikea Pence a jako výkonný tajemník a náčelník štábu Národní bezpečnostní rady USA v první Trumpově administrativě. Po rezignaci Michaela Flynna zastával funkci poradce pro národní bezpečnost. V současnosti slouží jako zvláštní vyslanec prezidenta Trumpa pro Ukrajinu.

## Život a kariéra

### Raný život a vzdělání
Kellogg se narodil v Daytonu v Ohiu. Magisterský titul získal v oboru mezinárodních vztahů na Kansaské univerzitě. Později pokračoval ve studiu managementu a diplomacie na United States Army War College.

### Vojenská služba
Během vietnamské války sloužil u 101. výsadkové divize a poté, co se kvalifikoval jako důstojník speciálních sil americké armády, jako poradce speciálních sil kambodžské armády.
Během války v Zálivu v letech 1990–1991 Kellogg sloužil v 82. výsadkové divizi. Následně sloužil jako velitel Special Operations Command Europe (SOCEUR), v roce 1996 převzal velení 82. výsadkové divize. Z armády odešel v roce 2003.
Poté nastoupil do společnosti Oracle Corporation jako poradce divize vnitřní bezpečnosti, ale od prosince 2003 do roku 2004 zastával vedoucí pozici v Prozatímní koaliční správě (přechodné vládě Iráku).

### Spolupráce s Donaldem Trumpem
Během prezidentské kampaně Donalda Trumpa v roce 2016 byl Kellogg jmenován jeho poradcem pro zahraniční politiku. Dne 15. prosince 2016 oznámil zvolený prezident Donald Trump plán jmenovat Kellogga náčelníkem štábu a výkonným tajemníkem Národní bezpečnostní rady USA.
Dne 13. února 2017, po rezignaci Michaela Flynna, se Kellogg dočasně stal poradcem pro národní bezpečnost. 
V dubnu 2018 si viceprezident Mike Pence vybral Kellogga jako svého poradce pro národní bezpečnost.

## Zvláštní vyslanec USA

### Zvláštní vyslanec pro Ukrajinu a Rusko
V listopadu 2024 znovuzvolený prezident Trump Kellogga vybral jako zvláštního vyslance pro Ukrajinu a Rusko. Kellogg podporoval Ukrajinu výrazněji než jiní experti na zahraniční politiku, spojení s prezidentem Trumpem.
Dne 15. března 2025 byla po ruských stížnostech jeho role omezena na zvláštního vyslance pro Ukrajinu.

### Zvláštní vyslanec pro Ukrajinu
Dne 13. dubna 2025, kdy ruský útok na ukrajinské město Sumy způsobil na Květnou neděli smrt více než 30 lidí, Kellogg uvedl, že útok překročil „jakékoli hranice slušnosti“ a je nepřijatelný.

## Osobní život
Kellogg se oženil v roce 1980. Jeho manželka Paige je bývalá důstojnice americké armády a výsadkářka, která sloužila během americké invaze na Grenadu v roce 1983. Mají tři děti.